# Leptobrachia
Leptobrachia is een geslacht van neteldieren uit de familie van de Leptobrachidae.

## Soort
- Leptobrachia leptopus (Chamisso & Eysenhardt, 1821)